# 獅豹歧鬚鮠
獅豹歧鬚鮠，為輻鰭魚綱鯰形目倒立鯰科的其中一種，為熱帶淡水魚，分布於非洲庫內內河、奧塔萬戈河與三比西河上游流域，體長可達19.6公分，棲息在底中層水域，生活習性不明。